# Charles-Rafaël Payeur
 (décembre 2017).
Si vous disposez d'ouvrages ou d'articles de référence ou si vous connaissez des sites web de qualité traitant du thème abordé ici, merci de compléter l'article en donnant les références utiles à sa vérifiabilité et en les liant à la section « Notes et références ».
Pour les articles homonymes, voir Payeur.
Charles-Rafaël Payeur, né le 31 octobre 1962 à Thetford Mines, est un essayiste et évêque de l'Église catholique apostolique du Québec.

## Biographie
Né à Thetford Mines, un village minier de la province de Québec au Canada. Après ses études primaires, il a complété des études secondaires de 1975 à 1980 avant de poursuivre ses études collégiales en sciences de la santé au Collège de Sherbrooke de 1980 à 1982. Il est ensuite entré à l'Université de Sherbrooke pour y faire des études en philosophie et en théologie. Parallèlement, Charles-Rafaël Payeur s'est tôt engagé, à l'âge de quinze ans, dans une école ésotérique où il a œuvré en tant que responsable et conférencier international pendant plusieurs années.
En effet, Charles-Rafaël Payeur avait quitté l'Église catholique romaine dès l'âge de quinze ans, insatisfait des réponses qu'on lui proposait. Ainsi, il entreprit des recherches dans diverses écoles initiatiques qui lui apportèrent, du moins momentanément, des réponses qui lui parurent satisfaisantes aux questions qu'il se posait.

### Gnose et ordination
C'est à l'occasion d'une tournée de conférences européenne qu'il rencontre Armand Toussaint, un alchimiste de l'Ordre des frères aînés de la Rose-Croix qui était également évêque de la branche belge de l'Église gnostique apostolique. En effet, cette rencontre lui ouvre de nombreux horizons sur un plan intellectuel comme religieux puisqu'il reçoit progressivement des mains de cet homme les ordres mineurs, le diaconat et la prêtrise, alors qu'il approfondit le symbolisme des sacrements. Il commence à prendre une certaine distance par rapport aux doctrines théosophiques et rosicruciennes qui lui apparaissent de plus en plus divergentes par rapport aux enseignements primordiaux de la tradition chrétienne.
Armand Toussaint décide de lui conférer l'épiscopat afin que l'Église à laquelle il appartient puisse être représentée au Canada. Peu de temps après son ordination épiscopale au sein de la branche belge de l'Église gnostique apostolique, Charles-Rafaël Payeur sent le besoin de se rapprocher davantage de la foi et de la tradition catholique. Il fonde avec l'autorisation de son évêque consécrateur Armand Toussaint, la Fraternité sacerdotale Saint-Jean-l'Évangéliste le 27 décembre 1987. C'est alors qu'il adopte définitivement la forme tridentine du rite romain et approfondit la théologie et les  dogmes catholiques, découvrant ainsi plus encore la distance qui existait entre ceux-ci et les traditions ésotériques qu'il avait cru jusqu'alors catholiques.

### Entrée dans l'Église apostolique brésilienne
Charles-Rafaël Payeur commence peu à peu à établir des contacts avec l'Église catholique apostolique du Brésil dans laquelle il est finalement incardiné en juillet 1990 après avoir reçu à nouveau les ordres du diaconat, du presbytérat et de l'épiscopat. La cérémonie a lieu dans la chapelle cathédrale Saint-Jean l'Évangliste de l'ordre religieux qu'il a fondé trois ans auparavant à Stoke. Il est ordonné par Luis Fernando Castillo Mendez, président de l’Église catholique apostolique du Brésil et patriarche des églises catholiques apostoliques nationales. À la suite de son ordination, il fonde l'Église catholique apostolique du Québec qui est en intercommunion avec le patriarcat des Églises catholiques apostoliques nationales.

## Publications
Il a publié de nombreux ouvrages dont deux fondamentaux : Aux sources de l'amour et Les sept Miracles du Christ, le chemin de l'initiation chrétienne
- 1995 : Les chakras, symbolisme et méditation, Éditions de l’Aigle
- 1990 : Pierre et initiation ou comment bâtir la Jérusalem céleste, Éditions de l’Aigle